# Tanja Petrovsky
Tanja Maria Petrovsky (* 1978 in Wien) ist eine österreichische Schauspielerin.

## Leben
Tanja Petrovsky wuchs in Brüssel, Belgrad und Paris auf, bis sie im Alter von 15 Jahren in ihre Geburtsstadt Wien zurückkehrte, wo sie ein Gymnasium besuchte. Mit 17 Jahren entdeckte sie ein Booker als Model. Sie nahm kurz danach am Modelwettbewerb Look of the Year teil, wo sie Zweitplatzierte wurde. Im Anschluss nahm sie die Agentur Viva Models unter Vertrag. Petrovsky arbeitete unter anderem in Paris, London und Berlin und wirkte bei Musikvideos und Werbespots mit. Sie begann 1998 eine Schauspielausbildung am The Method Studio in London. Im selben Jahr wurde sie als Schauspielerin für den Film Models von Regisseur Ulrich Seidl verpflichtet. Weitere Rollen in Film- und Fernsehproduktionen folgten. Von 1999 bis 2003 lernte sie Schauspiel am Franz Schubert Konservatorium in Wien und besuchte weitere Schauspielworkshops. Sie begann auch am Theater aufzutreten, etwa am Volkstheater und bei den Festspielen Reichenau. Petrovsky moderierte ferner von 2008 bis 2010 die Superflylounge am Hörfunksender 98.3 superfly. 2011 führte sie Regie beim Musikvideo The Future der Band Tyler.
Petrovsky ist Mitglied der Akademie des Österreichischen Films.

## Filmografie
- 1999: Models
- 2001: Die Gottesanbeterin
- 2001: Kommissar Rex – Ein todsicherer Tipp
- 2003: Tod sein
- 2004: Anger
- 2004: Bukarest Fisch
- 2005: Crash Test Dummies
- 2005: Küss mich, Prinzessin!
- 2005: Die Sirene
- 2006: Nitro
- 2006: Die Wache – Delbrücks Geständnis
- 2007: R. I. S. – Die Sprache der Toten – Königin der Nacht
- 2008: 17. Jänner
- 2008: Staubtrocken
- 2011: Anfang 80
- 2011: Brigitte-Brigitte
- 2012: Der Bergdoktor – Neustart
- 2012: Der Bergdoktor – Verloren
- 2013: After Love
- 2013: In Fahrt
- 2015: Die blauen Stunden
- 2017: Hagazussa – Der Hexenfluch
- 2018: UI – Soon we will all be one
- 2024: Persona Non Grata